# مالك شبل
مالك شبل (1953 - 12 نوفمبر 2016) هو مفكر و فيلسوف وباحث أكاديمي في الأنثروبولوجيا ومؤرخ جزائري ويحمل الجنسية المزدوجة الفرنسية وله حضور قوي في الإعلام الفرنسي والأوروبي.

## حياته
ولد سنة 1953 في سكيكدة شرق العاصمة وتخرج من جامعة الجزائر بدبلوم في الفلسفة والأنثروبولوجيا أي دراسة الأديان ومن ثم هاجر إلى فرنسا لإكمال دراسته في جامعة السوربون ودرس فيها ليحصل على درجة دكتوراه في الانثروبولوجيا والعلوم السياسية وعلم النفس  بعد ذلك محاضرًا ثم أصبح عضوًا في مجلسها العلمي إلى جانب العديد من الجامعات الأوروبية والأمريكية ويعتبر من أكثر الشخصيات المسلمة حضورا في الإعلام الأوروبي خاصة بعد أحداث الحادي عشر من سبتمبر.

## فكره
يعتبر من أشد الداعين إلى الحوار بين الحضارات والأديان ومن الداعين لعصرنة الفكر الإسلامي ليتماشى مع النهضة الغربية. أو كما يسميه إسلام ليبرالي و”إسلام تنويري” 
حاضر في عدة جامعات عبر جميع أنحاء العالم الأوروبي والإفريقي والأمريكي مراكش بالمغرب وجامعة تونس والجامعات المصرية والجامعات الأمريكية.

## مؤلفاته
يكتب بالفرنسية والإنجليزية وترجمت كتبة للعديد من اللغات ومنها العربية ومن كتبه:
- 1984 الجسد في الإسلام
- 1986 تكون الهوية السياسية
- 1993 الفكر العربي الإسلامي
- 1996 موسوعة الحب في الإسلام
- 1997 تحليل نفسي لشخصيات كليلة ودمنة
- 2002 مسالة الإسلام
- 2006 لقرآن للأطفال
- 2007 لإسلام مشروح
- 2011 أبناء إبراهيم المسلمون واليهود والمسيحيون
- 2012 قاموس مودة للجزائر

## وفاته
توفي في 11 نوفمبر 2016 وعمره 63 سنة بعد مرض عضال أدخله المستشفى بباريس لحوالي ثمانية أشهر.